# Magnezit

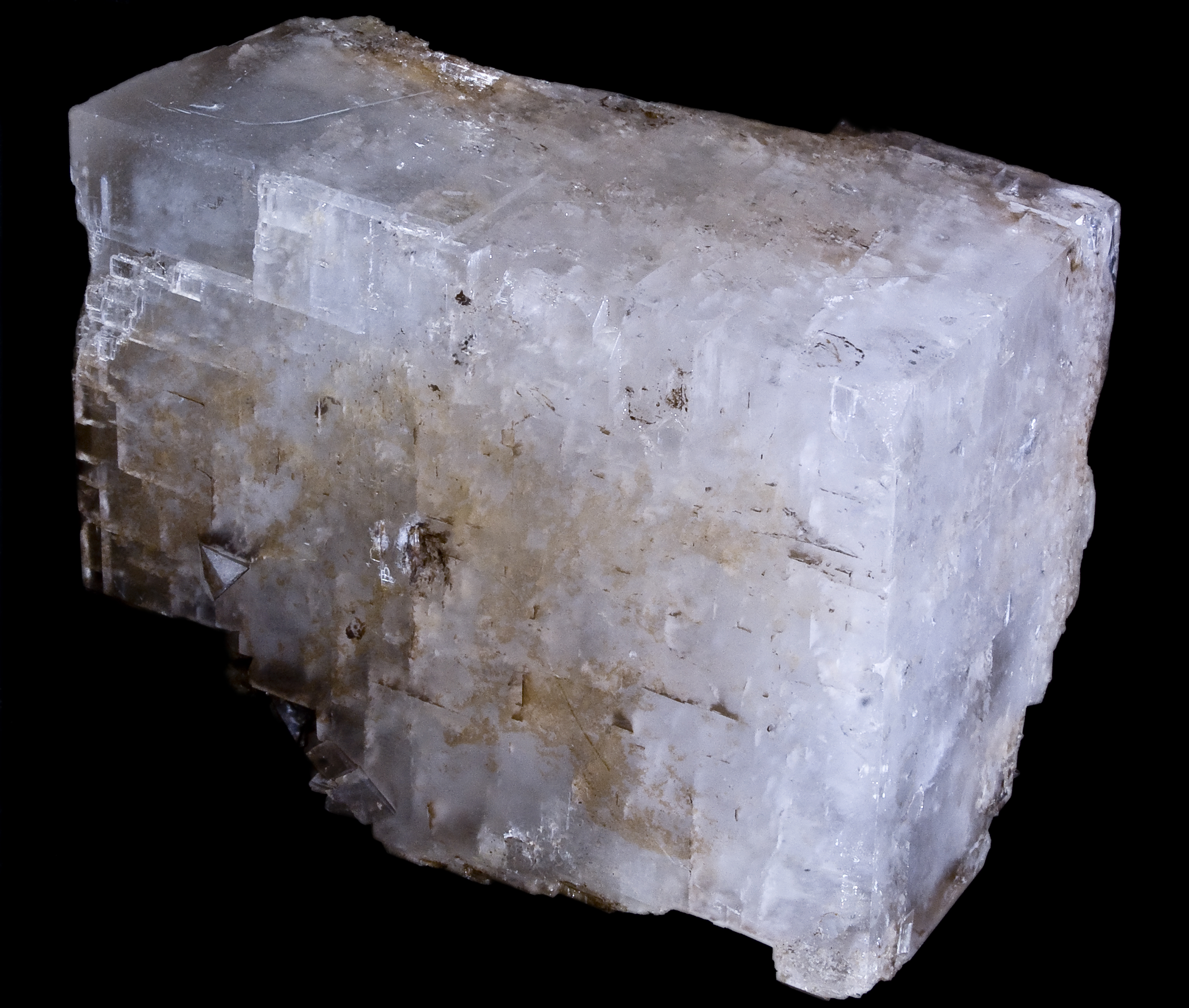
Magnezit

Magnezitul este un mineral din clasa carbonaților anhidri întâlnit frecvent în natură. El cristalizează în sistemul triclinic, având formula chimică Mg[CO3] cu o duritate mică de 4 - 4,5, poate fi întâlnit sub forme de cristale transparente, prismatice, romboedrice sau forme masive de agregate de culoare albă, gălbuie și cu nunanțe mai închise de brun spre negru. Magnezitul este izotip cu calcitul, iar împreună cu Gaspeitul, Otavitul, Rodocrozitul, Siderita, Smithsonitul și Sferocobaltitul face parte din mineralele din grupa calcitelor. 